# 2016年のレノファ山口FC
ここでは2016年におけるレノファ山口FCの試合結果などについて記載する。

## 選手
注：選手の国籍表記はFIFAの定めた代表資格ルールに基づく。
ポジションはレノファ山口FC公式サイトの記述に基づく。
| No. | Pos. |      | 選手名                                |
| --- | ---- | ---- | ------------------------------------- |
| 1   | GK   | 日本 | 一森純                                |
| 2   | DF   | 日本 | 宮城雅史                              |
| 3   | DF   | 日本 | 香川勇気                              |
| 4   | DF   | 日本 | 小池龍太                              |
| 5   | DF   | 日本 | 黒木恭平                              |
| 6   | MF   | 日本 | 望月嶺臣 (期限付き加入)               |
| 7   | MF   | 日本 | 福満隆貴                              |
| 8   | MF   | 日本 | 島屋八徳                              |
| 9   | FW   | 日本 | 岸田和人                              |
| 10  | MF   | 日本 | 庄司悦大                              |
| 11  | MF   | 日本 | 鳥養祐矢                              |
| 13  | MF   | 日本 | 安藤由翔 (ガイナーレ鳥取から移籍加入) |
| 14  | DF   | 日本 | 福井諒司 (東京ヴェルディから移籍加入) |
| 15  | MF   | 日本 | 幸野志有人 (育成型期限付き加入)       |
| 16  | GK   | 日本 | 田端信成 (グルージャ盛岡から移籍加入) |

| No. | Pos. |              | 選手名                                    |
| --- | ---- | ------------ | ----------------------------------------- |
| 17  | MF   | 日本         | 加藤大樹 (SP京都FCから移籍加入)           |
| 18  | FW   | 日本         | 原口拓人                                  |
| 19  | DF   | 日本         | 星雄次 (福島ユナイテッドFCから移籍加入)   |
| 20  | DF   | 日本         | 島川俊郎 (ブラウブリッツ秋田から移籍加入) |
| 21  | DF   | 日本         | 廣木雄磨                                  |
| 22  | DF   | 大韓民国     | ユン・シンヨン (大田シチズンから移籍加入) |
| 24  | MF   | 日本         | 篠原宏仁 (関西大学から新加入)             |
| 26  | MF   | アルゼンチン | ルシアーノ (CDラ・セレナから移籍加入)     |
| 29  | MF   | 日本         | 三幸秀稔 (新加入・元SC相模原)             |
| 30  | GK   | 日本         | 村上昌謙                                  |
| 32  | FW   | 日本         | 中山仁斗 (ガイナーレ鳥取から移籍加入)     |
| 33  | DF   | 日本         | 北谷史孝 (期限付き加入)                   |
| 34  | DF   | 日本         | 奧山政幸 (早稲田大学から新加入)           |
| 39  | MF   | 日本         | 平林輝良寛                                |
| 50  | FW   | 日本         | 岡本英也 (期限付き加入)                   |

## 試合結果

### J2リーグ
出典：
      勝       分       負（いずれも山口側から見て）
| 2016年2月28日 第1節 | レノファ山口FC | 1-1      | ファジアーノ岡山 | 山口市                                                            |
| 13:04               | - 島屋八徳 5分 | レポート | - 矢島慎也 52分  | 競技場: 維新百年記念公園陸上競技場 観客数: 11308人 主審: 飯田淳平 |

| 2016年3月6日 第2節 | ギラヴァンツ北九州 | 0-1      | レノファ山口FC  | 北九州市                                                       |
| 15:33              |                    | レポート | - 岸田和人 19分 | 競技場: 北九州市立本城陸上競技場 観客数: 3812人 主審: 小屋幸栄 |

| 2016年3月13日 第3節 | レノファ山口FC | 0-2      | FC町田ゼルビア                  | 山口市                                                           |
| 16:04               |                | レポート | - 中島裕希 40分 - 鈴木崇文 50分 | 競技場: 維新百年記念公園陸上競技場 観客数: 4711人 主審: 清水勇人 |

| 2016年3月20日 第4節 | 横浜FC                  | 2-0      | レノファ山口FC | 横浜市                                                   |
| 13:03               | - 小野瀬康介 64分, 81分 | レポート |                | 競技場: ニッパツ三ツ沢球技場 観客数: 3122人 主審: 柿沼亨 |

| 2016年3月26日 第5節 | 松本山雅FC                                      | 3-3      | レノファ山口FC                                  | 松本市                                                          |
| 13:03               | - 飯田真輝 22分 - 田中隼磨 79分 - 岩間雄大 82分 | レポート | - 52分 (o.g.) - 岸田和人 59分 - 原口拓人 90+4分 | 競技場: 松本平広域公園総合球技場 観客数: 10895人 主審: 今村義朗 |

| 2016年4月3日 第6節 | レノファ山口FC  | 1-0      | カマタマーレ讃岐 | 山口市                                                           |
| 16:03              | - 島屋八徳 71分 | レポート |                  | 競技場: 維新百年記念公園陸上競技場 観客数: 5126人 主審: 荒木友輔 |

| 2016年4月9日 第7節 | ロアッソ熊本    | 1-2      | レノファ山口FC         | 熊本市                                                           |
| 13:03              | - 平繁龍一 46分 | レポート | - 中山仁斗 1分, 45+1分 | 競技場: うまかな・よかなスタジアム 観客数: 6731人 主審: 大坪博和 |

| 2016年4月17日 第8節 | 徳島ヴォルティス | 1-1      | レノファ山口FC | 鳴門市                                                                                  |
| 13:05               | - 渡大生 9分     | レポート | - 星雄次 36分  | 競技場: 鳴門・大塚スポーツパーク ポカリスエットスタジアム 観客数: 3380人 主審: 池内明彦 |

| 2016年4月23日 第9節 | レノファ山口FC                                        | 4-2      | ジェフユナイテッド千葉                | 山口市                                                           |
| 13:03               | - 島屋八徳 26分, 34分 - 中山仁斗 34分 - 福満隆貴 48分 | レポート | - 富澤清太郎 29分 - 吉田眞紀人 90+1分 | 競技場: 維新百年記念公園陸上競技場 観客数: 5159人 主審: 吉田寿光 |

| 2016年4月29日 第10節 | FC岐阜            | 1-2      | レノファ山口FC                  | 岐阜市                                                                 |
| 14:04                | - 苅部隆太郎 23分 | レポート | - 北谷史孝 56分 - 中山仁斗 83分 | 競技場: 岐阜メモリアルセンター長良川競技場 観客数: 6058人 主審: 廣瀬格 |

| 2016年5月3日 第11節 | レノファ山口FC                  | 2-0      | ザスパクサツ群馬 | 山口市                                                           |
| 13:03               | - 中山仁斗 47分 - 加藤大樹 80分 | レポート |                  | 競技場: 維新百年記念公園陸上競技場 観客数: 4332人 主審: 藤田和也 |

| 2016年5月7日 第12節 | レノファ山口FC | 0-1      | ツエーゲン金沢  | 山口市                                                             |
| 18:33               |                | レポート | - 金子昌広 87分 | 競技場: 維新百年記念公園陸上競技場 観客数: 6339人 主審: 三上正一郎 |

| 2016年5月15日 第13節 | セレッソ大阪                                | 2-4      | レノファ山口FC                              | 大阪市                                                      |
| 16:04                | - ブルーノ・メネゲウ 25分 - 柿谷曜一朗 27分 | レポート | - 小池龍太 12分, 86分 - 鳥養祐矢 56分, 72分 | 競技場: キンチョウスタジアム 観客数: 10857人 主審: 村上伸次 |

| 2016年5月22日 第14節 | レノファ山口FC | 0-3      | V・ファーレン長崎                              | 山口市                                                         |
| 16:03                |                | レポート | - 佐藤洸一 8分 - 岸田翔平 12分 - 梶川諒太 89分 | 競技場: 維新百年記念公園陸上競技場 観客数: 6609人 主審: 岡宏道 |

| 2016年5月28日 第15節 | 北海道コンサドーレ札幌                            | 3-1      | レノファ山口FC  | 札幌市                                            |
| 14:03                | - 都倉賢 48分 - 内村圭宏 53分 - ジュリーニョ 79分 | レポート | - 庄司悦大 82分 | 競技場: 札幌ドーム 観客数: 10920人 主審: 塚田智宏 |

| 2016年6月4日 第16節 | レノファ山口FC                          | 3-1      | 東京ヴェルディ  | 山口市                                                           |
| 13:03               | - 岸田和人 32分, 39分 - 庄司悦大 90+3分 | レポート | - 高木大輔 47分 | 競技場: 維新百年記念公園陸上競技場 観客数: 4909人 主審: 上村篤史 |

| 2016年6月8日 第17節 | レノファ山口FC | 1-1      | 愛媛FC          | 山口市                                                           |
| 19:03               | - 香川勇気 7分 | レポート | - 内田健太 32分 | 競技場: 維新百年記念公園陸上競技場 観客数: 3629人 主審: 小屋幸栄 |

| 2016年6月12日 第18節 | 京都サンガF.C.                                               | 3-0      | レノファ山口FC | 京都市                                                                           |
| 16:04                | - アンドレイ 3分 - 岩沼俊介 24分 - ダニエル・ロビーニョ 89分 | レポート |                | 競技場: 京都市西京極総合運動公園陸上競技場兼球技場 観客数: 5925人 主審: 上田益也 |

| 2016年6月19日 第19節 | レノファ山口FC  | 1-0      | 水戸ホーリーホック | 山口市                                                           |
| 18:03                | - 福満隆貴 74分 | レポート |                    | 競技場: 維新百年記念公園陸上競技場 観客数: 4599人 主審: 村上伸次 |

| 2016年6月26日 第20節 | レノファ山口FC | 0-4      | 清水エスパルス                                                  | 山口市                                                         |
| 18:03                |                | レポート | - 白崎凌兵 20分 - 石毛秀樹 38分 - 北川航也 85分 - 村田和哉 88分 | 競技場: 維新百年記念公園陸上競技場 観客数: 7310人 主審: 岡宏道 |

| 2016年7月3日 第21節 | モンテディオ山形      | 2-1      | レノファ山口FC  | 天童市                                                       |
| 18:04               | - 大黒将志 21分, 42分 | レポート | - 庄司悦大 63分 | 競技場: NDソフトスタジアム山形 観客数: 4597人 主審: 吉田寿光 |

| 2016年7月10日 第22節 | レノファ山口FC                                              | 5-1      | ギラヴァンツ北九州 | 山口市                                                           |
| 18:03                | - 三幸秀稔 24分 - 中山仁斗 67分, 70分, 89分 - 加藤大樹 87分 | レポート | - 石神直哉 73分    | 競技場: 維新百年記念公園陸上競技場 観客数: 6232人 主審: 清水勇人 |

| 2016年7月16日 第23節 | カマタマーレ讃岐 | 0-2      | レノファ山口FC        | 丸亀市                                                 |
| 18:03                |                  | レポート | - 島屋八徳 12分, 74分 | 競技場: Pikaraスタジアム 観客数: 3212人 主審: 今村義朗 |

| 2016年7月20日 第24節 | 愛媛FC          | 1-1      | レノファ山口FC | 松山市                                                     |
| 19:04                | - 瀬沼優司 19分 | レポート | - 星雄次 90分  | 競技場: ニンジニアスタジアム 観客数: 2835人 主審: 前田拓哉 |

| 2016年7月24日 第25節 | レノファ山口FC  | 1-1      | 京都サンガF.C.  | 山口市                                                           |
| 19:03                | - 小池龍太 63分 | レポート | - 有田光希 68分 | 競技場: 維新百年記念公園陸上競技場 観客数: 5226人 主審: 飯田淳平 |

| 2016年7月31日 第26節 | レノファ山口FC  | 1-2      | 北海道コンサドーレ札幌            | 山口市                                                         |
| 19:03                | - 三幸秀稔 68分 | レポート | - 都倉賢 21分 - ジュリーニョ 38分 | 競技場: 維新百年記念公園陸上競技場 観客数: 7510人 主審: 岡宏道 |

| 2016年8月7日 第27節 | FC町田ゼルビア        | 2-3      | レノファ山口FC                          | 町田市                                                   |
| 19:03               | - 中村祐也 15分, 25分 | レポート | - 島屋八徳 45+3分, 45+4分 - 星雄次 82分 | 競技場: 町田市立陸上競技場 観客数: 4107人 主審: 吉田寿光 |

| 2016年8月11日 第28節 | レノファ山口FC | 0-2      | セレッソ大阪                 | 山口市                                                            |
| 19:04                |                | レポート | - 関口訓充 8分 - 山口蛍 86分 | 競技場: 維新百年記念公園陸上競技場 観客数: 14532人 主審: 清水修平 |

| 2016年8月14日 第29節 | 清水エスパルス     | 2-2      | レノファ山口FC                  | 静岡市                                                     |
| 18:04                | - 鄭大世 8分, 47分 | レポート | - 島屋八徳 26分 - 庄司悦大 78分 | 競技場: IAIスタジアム日本平 観客数: 12729人 主審: 池内明彦 |

| 2016年8月21日 第30節 | レノファ山口FC | 0-0      | 松本山雅FC | 山口市                                                           |
| 19:03                |                | レポート |            | 競技場: 維新百年記念公園陸上競技場 観客数: 6408人 主審: 木村博之 |

| 2016年9月11日 第31節 | ファジアーノ岡山 | 1-0      | レノファ山口FC | 岡山市                                                        |
| 18:04                | - 伊藤大介 89分  | レポート |                | 競技場: シティライトスタジアム 観客数: 11225人 主審: 塚田智宏 |

| 2016年9月18日 第32節 | ジェフユナイテッド千葉 | 1-1      | レノファ山口FC    | 千葉市                                                    |
| 16:03                | - エウトン 65分        | レポート | - 中山仁斗 90+2分 | 競技場: フクダ電子アリーナ 観客数: 10036人 主審: 清水勇人 |

| 2016年9月25日 第33節 | レノファ山口FC                  | 2-3      | FC岐阜                                    | 山口市                                                           |
| 18:03                | - 星雄次 88分 - 中山仁斗 90+3分 | レポート | - レオミネイロ 25分, 49分 - 阿部正紀 40分 | 競技場: 維新百年記念公園陸上競技場 観客数: 5026人 主審: 野田祐樹 |

| 2016年10月2日 第34節 | レノファ山口FC | 0-2      | ロアッソ熊本                    | 下関市                                                         |
| 14:03                |                | レポート | - 菅沼実 10分 - 植田龍仁朗 33分 | 競技場: 下関市営下関陸上競技場 観客数: 7609人 主審: 三上正一郎 |

| 2016年10月8日 第35節 | ツエーゲン金沢 | 1-0      | レノファ山口FC | 金沢市                                                             |
| 18:33                | - ダビ 64分    | レポート |                | 競技場: 石川県西部緑地公園陸上競技場 観客数: 2333人 主審: 吉田寿光 |

| 2016年10月16日 第36節 | レノファ山口FC                    | 2-1      | 徳島ヴォルティス | 山口市                                                         |
| 17:03                 | - 三幸秀稔 76分 - 望月嶺臣 90+4分 | レポート | - 広瀬陸斗 12分  | 競技場: 維新百年記念公園陸上競技場 観客数: 4008人 主審: 松尾一 |

| 2016年10月23日 第37節 | V・ファーレン長崎             | 2-1      | レノファ山口FC  | 諫早市                                                               |
| 13:03                 | - 梶川諒太 54分 - 永井龍 72分 | レポート | - 中山仁斗 82分 | 競技場: トランスコスモススタジアム長崎 観客数: 4536人 主審: 塚田智宏 |

| 2016年10月30日 第38節 | レノファ山口FC | 0-2      | 横浜FC            | 山口市                                                            |
| 15:03                 |                | レポート | - イバ 22分, 51分 | 競技場: 維新百年記念公園陸上競技場 観客数: 13311人 主審: 清水修平 |

| 2016年11月3日 第39節 | 東京ヴェルディ                             | 2-2      | レノファ山口FC                  | 調布市                                               |
| 16:03                | - ドウグラス・ヴィエイラ 8分 - 平智広 64分 | レポート | - 島屋八徳 19分 - 鳥養祐矢 21分 | 競技場: 味の素スタジアム 観客数: 4054人 主審: 岡宏道 |

| 2016年11月6日 第40節 | ザスパクサツ群馬                | 2-0      | レノファ山口FC | 前橋市                                                       |
| 19:04                | - 高橋駿太 52分 - 瀬川祐輔 73分 | レポート |                | 競技場: 正田醤油スタジアム群馬 観客数: 2850人 主審: 小屋幸栄 |

| 2016年11月12日 第41節 | レノファ山口FC                    | 2-2      | モンテディオ山形                | 山口市                                                           |
| 13:04                 | - 鳥養祐矢 45+1分 - 福満隆貴 58分 | レポート | - 大黒将志 40分 - 山田拓巳 79分 | 競技場: 維新百年記念公園陸上競技場 観客数: 5839人 主審: 前田拓哉 |

| 2016年11月20日 第42節 | 水戸ホーリーホック | 0-2      | レノファ山口FC        | 水戸市                                                           |
| 14:04                 |                    | レポート | - 福満隆貴 20分, 58分 | 競技場: ケーズデンキスタジアム水戸 観客数: 7274人 主審: 山岡良介 |

### 天皇杯
| 2016年8月27日 No.21 | レノファ山口FC                                                   | 4-0      | 東海大学熊本 | 山口市                                                            |
| 18:00               | - 三幸秀稔 8分 - 幸野志有人 29分 - 安藤由翔 84分 - 鳥養祐矢 84分 | レポート |              | 競技場: 維新百年記念公園陸上競技場 観客数: 2,704人 主審: 窪田陽輔 |

| 2016年9月7日 No.50                        | アビスパ福岡           | 2-2 (延長) (2-4 PK戦)                       | レノファ山口FC                 | 福岡市                                                            |
| 19:04                                     | - 邦本宜裕 51分, 103分 | レポート                                    | - 鳥養祐矢 49分 - 星雄次 120分 | 競技場: レベルファイブスタジアム 観客数: 1,690人 主審: 福島孝一郎 |
|                                           | PK戦                   |                                             |                                |                                                                   |
| - 末吉隼也 - 實藤友紀 - 城後寿 - 三門雄大 |                        | - 中山仁斗 - 三幸秀稔 - 福満隆貴 - 庄司悦大 |                                |                                                                   |

| 2016年9月22日 No.67 | アルビレックス新潟 | 1-0      | レノファ山口FC | 新潟市                                                              |
| 14:04               | - 山崎亮平 77分    | レポート |                | 競技場: デンカビッグスワンスタジアム 観客数: 4,084人 主審: 上村篤史 |